# Centre nautique municipal de Douarnenez
 (janvier 2013).
Si vous disposez d'ouvrages ou d'articles de référence ou si vous connaissez des sites web de qualité traitant du thème abordé ici, merci de compléter l'article en donnant les références utiles à sa vérifiabilité et en les liant à la section « Notes et références ».
Le centre nautique municipal de Douarnenez est une école de voile fondée en 1961. Aujourd'hui son activité se tourne essentiellement vers la pratique de la voile légère (dériveurs, catamaran et planche à voile), vers l'enseignement de la voile à l'école (voile scolaire et voile collège), vers l'accueil de groupes et la formation, ainsi que vers l'organisation et la mise en place de classes de mer et de classes de patrimoine maritime.

## Historique
L'Association finistérienne des amis du plein air (AFAPA) crée l'école de voile de Tréboul en 1961. Pédro Priol (cadre Jeunesse et Sports) en est le premier directeur. 
L'Union départementale du nautisme finistérien (UDNF) s'établit en 1973 dans les locaux de l'école de voile. Cette association a pour objectifs premiers d'être l'outil départemental de développement des activités nautiques nouvelles et de mutualiser les formations et les achats des écoles de voile du Finistère.
En 1977, l'école de voile de Tréboul devient un centre de formation au diplôme de brevet d’État de moniteur de voile, jusqu'en 1986 date de sa municipalisation.
Jean Le Cam, Michel Desjoyeaux, Roland Jourdain ou Marc Guillemot sont passés par ce centre nautique.